# 香川県立香川中央高等学校
香川県立香川中央高等学校 （かがわけんりつ かがわちゅうおうこうとうがっこう）は、香川県高松市香川町大野字上中津に所在する公立の高等学校。通称は「香中央」（かちゅうおう）、または「香中」（かちゅう）。2016年をもって創立30周年を迎えた。部活動も盛んで、中でもハンドボール部は全国大会の常連である。
校名に「中央」が入っているのは、かつて1949年 - 1969年に香川県立香川高等学校（現：香川県立高松南高等学校）が存在したためである。
当時、高松市合併前の香川郡唯一の高校として、また、香川県の"へその町"にある県立高校ということで命名。

## 沿革
- 1986年（昭和61年） - 香川県立香川中央高等学校設置。
- 1987年（昭和62年） - 香川県立香川中央高等学校開校。本校の一大行事である香川中央縦断健脚大会（現・香川中央歩歩笑ウォーク）[1] の記念すべき第1回が行われた。
- 1988年（昭和63年） - 第1回文化祭及び第1回体育祭開催。
- 1996年（平成8年） - 創立10周年を記念して、記念式典を開催。
- 2004年（平成16年） - 本校で撮影された『世界の中心で、愛をさけぶ』が公開される。
- 2006年（平成18年） - 創立20周年を記念して、新制服を採用。及び、記念式典、堀内佳コンサート開催。
- 2016年（平成28年） - 創立30周年を記念して、新体操服を採用。及び、記念式典、本校１期生の名古屋大学教授山中章弘が記念講演会を開催。

## アクセス
ことでんバス香川中央高校線（行先No.33 / 32）乗車、終点下車。本路線は開校時に鹿角線を延長する形で開設された。

## 設置学科
- 普通科
  - 1年生
    - アドバンスコース
    - チャレンジコース

  - 2･3年生
    - アドバンスコース文系
    - アドバンスコース理系
    - 人文コース
    - 理数コース
    - 芸術表現コース
    - スポーツ科学コース
    - メディアコミュニケーションコース

（平成23年度入学者より適用）

## 部活動

### 運動部
- 野球部
- 陸上部
- 水泳部
- バスケットボール部
- バレーボール部
- 卓球部
- ハンドボール部 - 2019年に高校3冠を達成
  - 全国選抜大会 男子（優勝 / 1994年・2010年・2019年・2022年、準優勝 / 2004年、ベスト4 / 2009年・2013年・2023年・2024年）
  - インターハイ 男子（優勝 / 1994年・2019年・2023年、準優勝 / 2024年、ベスト4 / 2002年・2022年）
  - 国民体育大会 男子（優勝 / 2019年、準優勝 / 2013年・2024年、3位 / 2022年・2023年）
- サッカー部
- バドミントン部
- 剣道部
- テニス部
- なぎなた部
- ウェイトリフティング部
- レスリング部
- ホッケー部
- アーチェリー部

### 文化部
- 吹奏楽部
- 美術部
- 書道部
- 写真部
- 自然科学部
- 放送部
- 新聞部
- 文芸部
- コンピュータ部
- ESS部
- 家庭部
- 応援部
- 郷土史研究部
- 漫画研究部
- 演劇部
- 将棋部
- 茶道部

## 学校行事
- 香川中央歩歩笑ウォーク（ほほえみウォーク）
  - 毎年5月頃または11月頃（第1回のみ10月、2年生の修学旅行に合わせて行われる）、1年生が香川県と徳島県の県境の相栗峠から学校までの全長約25kmを歩ききるという本校の一大行事である。
- 文化祭
  - 毎年9月頃に行われる。健康ステーションで骨密度測定が行われる。
- 体育祭
  - 毎年4月頃に行われる。
- 校内弁論大会
  - 毎年2月頃に行われる。

## 著名な出身者
- 平井英一（元社会人野球選手、SUBARUコーチ）
- 稲毛隆人 (ハンドボール選手、ワクナガレオリック所属)
- 矢田路人 (ハンドボール選手、ワクナガレオリック所属)
- 西山尚希  (ハンドボール選手、トヨタ自動車東日本レガロッソ所属)
- 内海祐輔  (ハンドボール選手、トヨタ車体ブレイブキングス所属)
- 村上凌太  (ハンドボール選手、大崎電気所属)
- 香川壮次郎  (ハンドボール選手、大崎電気所属)
- 河北尚広（陸上競技選手、ドーハ・アジア大会400mハードル銅メダル）

## その他
- 旧香川町内には本校の開校以前、高松南高校香南分校があったが、本校の開校により1987年より募集停止、1989年に閉校している。
- 本校では2004年に公開し大ヒットを記録した『世界の中心で、愛をさけぶ』の撮影が行われた（靴箱のシーンなど）。
- 1996年アトランタオリンピック・男子グレコローマンスタイル100kg級の日本代表野々村孝が引退後教員免許を取得し、2010年から本校で教員を務めている。
- リオデジャネイロオリンピックでレスリングの審判員を担当した沖山功が本校で教員を務めている。
- 東大出身5人目のプロ野球選手・松家卓弘が引退後教員免許を取得し、2015年から本校で教諭を務めている。